# Лідія Тіатирська

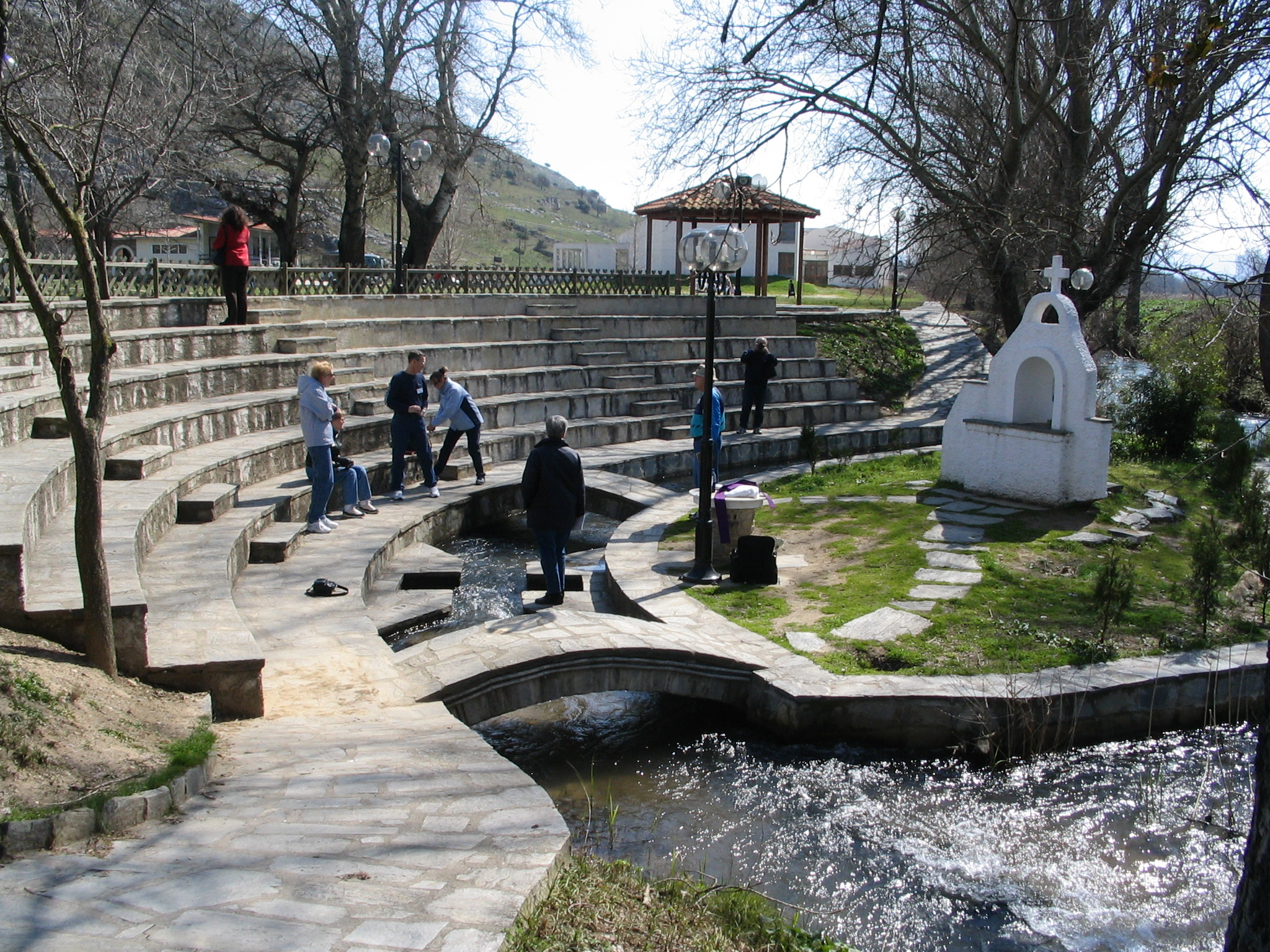
Сучасна грецька православна каплиця під відкритим небом на місці ймовірного хрещення Лідії.

Лідія Тіатирська (грец. Λυδία) — жінка, про яку згадується в Новому Завіті і яка вважається першою людиною, про яку було задокументовано навернення в християнство в Європі. Кілька християнських конфесій зарахували її до лику святих.

## Лідія Тіатирсько-Филипська
Ім'я «Лідія», під яким вона була відома, означає «лідійська жінка» і вказує на те, що вона походила з Лідії в Малій Азії. Хоча свята широко відома як «Свята Лідія» або ще простіше «Багряна жінка», Лідія відома також і за іншими іменами: «Тіатира», «Пурпурарія» та «з Філіппів (грец. Φίλιπποι)». «Ім'я Лідії — етнікон, що походить від її місця походження». Перше стосується місця її народження, яке є містом у стародавньому регіоні Лідія (сучасна Туреччина). Друге походить від латинського слова, що означає фіолетовий колір. Філіппи (у грецькій області Македонія) було містом, у якому жила Лідія, коли вона зустріла святого Павла та його супутників. Усі ці назви пояснюють походження цієї жінки.

## Згадка в Новому Завіті
Дії 16 описують Лідію так:
14 Прислуха́лася й жінка одна, що звалася Лі́дія, купчиха кармази́ном з міста Тіяті́р, що Бога вона шанувала. Господь же їй серце відкрив, щоб уважати на те, що Павло говорив. 15 А коли охристилась вона й її дім, то благала нас, кажучи: „Якщо ви признали, що вірна я Господе́ві, то прийдіть до госпо́ди моєї й живіть“. І змусила нас.— Дії 16:14–15
Вейн Грудем вважає історію Лідії прикладом ефективного покликання.

## Походження
Швидше за все, Лідія походила з Стародавньої Греції, оскільки походила з Малої Азії, але, ймовірно, була романізована, оскільки вона жила в римському поселенні. Очевидно, вона була заможною продавчинею фірми з виробництва пурпурових фарб у Тіатирах, місті на південний схід від Пергама та приблизно за 40 миль (64 км) вглиб країни, через Егейське море від Афін. Лідія приймала гостеприємно апостола Павла та його супутників у Філіппах. Вони залишалися в неї до від'їзду через Амфіполіс і Аполлонію до Фессалонік (Дії 16:40–17:1).
Павло, Сила та Тимофій подорожували регіоном Філіппи, коли вони зустрічають «авторитетну ділову жінку і, можливо, вдову... [яка] була праведною язичницею або «богобоязницею», яку приваблює юдаїзм». «[В]она була із великої групи [вважається]... симпатиків юдаїзму, віруючих в єдиного Бога, але які ще не стали «прозелітами» або не зробили останнього кроку до навернення в юдаїзм».
Оскільки ці зустрічі та події відбуваються «в теперішній Європі», Лідію вважають «першою «європейською» новонаверненою християнкою».

### Професія
«Тіатира в провінції Лідія (розташована на території сучасної західної Туреччини) славилася червоним [різновидом фіолетового] барвника». Лідія Тіатирська найбільш відома як «продавчиня» або торговиця пурпуровою тканиною, що ймовірно є причиною того, що католицька церква назвала її «покровителькою фарбувальників». Незрозуміло, чи займалася Лідія просто торгівлею пурпуровою фарбою, чи її бізнес також включав текстиль, хоча всі відомі ікони святої зображують її з певною формою пурпурової тканини. Більшість зображують цю святу жінку в пурпурній шалі або вуалі, що дозволяє багатьом історикам і теологам вважати, що вона була торговцицею саме пурпурової тканини.

### Соціальний статус
Є деякі припущення щодо соціального статусу Лідії. Теологи розходяться в думках щодо того, чи була Лідія вільною жінкою чи служницею. «Немає прямих доказів того, що Лідія колись була рабинею, але той факт, що її ім'я є місцем її походження, а не особистим ім'ям, припускає це принаймні як можливість». Аскаф наводить інші приклади знатних жінок на ім'я Лідія з першого чи другого століть, тому малоймовірно, що вона насправді була рабинею чи служницею. Крім того, в Діяннях апостолів записано: «Коли вона та члени її дому охристилися, вона запросила нас до себе додому. „Якщо ти вважаєш мене віруючою в Господа, — сказала вона, — приходь і залишайся в моєму домі“. І вона нас вмовила.» Це означає, що Лідія відповідала за домашнє господарство, оскільки вона змогла переконати домочадців охриститися, і мала владу в домі запросити Павла та його товаришів залишитися в її домі — речі, які слуга не зміг би зробити.

### Сімейний стан
Оскільки жінки не мали таких же рівних прав, як сучасні жінки, здається дивним, що Лідія могла запросити групу іноземних чоловіків до свого дому без згоди чоловіка. «Той факт, що немає згадки про чоловіка, був використаний для висновку, що вона була вдовою, але це було оскаржено як патріархальне тлумачення». Очевидна соціальна влада Лідії, про яку свідчить її контроль над домашнім господарством і власність на будинок (який вона запропонувала святому Павлу та його товаришам), вказує на те, що вона, швидше за все, була вільною жінкою і, можливо, вдовою.

## День спомину
Багато християнських конфесій визнають Лідію Тіатирську святою, хоча день її свята дуже різниться. У католицькій церкві її свято припадає на 3 серпня.
Єпископальна церква вшановує святу Лідію у своєму літургійному календарі 21 травня.
Східні православні церкви згадують Лідію в різні дні, а деякі юрисдикції згадують її двічі протягом літургійного року. Багато східних православних церков, у тому числі Самоврядна Антіохійська православна архієпархія Північної Америки, згадують святу Лідію 20 травня. Однак деякі єпархії Російської православної церкви (окрім Православної церкви Америки) згадують святу і 25 червня, і 27 березня.
Лютеранська громада також розділена. ELCA вшановує пам'ять свв. Лідії, Доркас і Фіви 27 січня, тоді як Лютеранська церква - Синод Міссурі згадує цих трьох жінок 25 жовтня.

## Почитання
Побожність до святої Лідії більша в православній церкві, ніж у латинському обряді римо-католицької церкви, і це видно з безлічі ікон із зображенням цієї жінки. Православні церкви присвоїли їй титул «рівноапостольна», що свідчить про її важливість і рівень святості. У Філіппах є церква, яку багато хто вважає побудованою на честь святої Лідії. Сучасний баптистерій розташований на традиційному місці в Кринідах, де Лідія також була хрещена святим Павлом поблизу Філіпп.